# Al-ʿAllāma al-Hillī
Dschamāl ad-Dīn al-Hasan ibn Yūsuf ibn ʿAlī ibn Mutahhar al-Hillī (arabisch جمال الدين الحسن بن يوسف بن علي بن مطهر الحلي, DMG Ǧamāl ad-Dīn al-Ḥasan b. Yūsuf b. ʿAlī b. Muṭahhar al-Ḥillī), bekannt als al-ʿAllāma al-Hillī (arabisch العلامة الحلي, DMG al-ʿAllāma al-Ḥillī ‚der Hochgelehrte aus Hilla‘), * 15. Dezember 1250 in Hilla; † 18. Dezember 1325, war einer der bedeutendsten zwölferschiitischen Theologen und Rechtsgelehrten des Mittelalters. Er gehörte zur rationalistischen Schule von al-Hilla und war ein Befürworter des Idschtihād. Al-Hillis Arbeiten sind Standardliteratur im schiitischen Islam, heute noch werden seine Schriften als Lehrbücher verwendet. Insbesondere die Stiftung des al-Choei beruft sich auf seine Thesen.

## Biographie
al-Hilli wurde in der Stadt al-Hilla geboren und studierte Philosophie, Theologie und islamisches Recht. 1305 ging er nach Persien und bekehrte den Ilchan Öldscheitü vom sunnitischen zum schiitischen Islam, der diesen Zweig des Islam nun in Persien proklamierte. Sein Grab liegt beim Schrein des 8. Imam in Maschhad.

## Werke
Al-Hilli schrieb mehr zahlreiche arabische Werke zu Theologie und Recht. Hierzu gehören:
- al-Bāb al-Ḥādī ʿAšar, kurze Bekenntnisschrift, die häufig kommentiert wurde.

engl. Übersetzung von William McElwee Miller (London, Royal Asiatic Society, 1928)
- Kašf al-murād fī šarḥ taǧrīd al-iʿtiqād, Kommentar zu Nasīr ad-Dīn at-Tūsīs Taǧrīd al-iʿtiqād.
- Anwār al-malakūt fī šarḥ al-Yāqūt, im August–September 1285 abgefasster Kommentar zum Kitāb Yāqūt, einem frühestens im 11. Jahrhundert abgefassten theologischen Werk von dem sonst unbekannten Abū Ishāq Ibrāhīm ibn Nawbacht.
- Nahǧ al-ḥaqq wa-kašf aṣ-ṣidq, polemische Auseinandersetzung mit der Aschʿarīya (Digitalisat der Hs. Isfahan 530).
- Mabādiʾ al-wuṣūl ilā ʿilm al-uṣūl, Kompendium zu den Usūl al-fiqh. Behandelt werden in zwölf Kapiteln sprachliche Grundlagen der Texthermeneutik (1), Bewertungskategorien von Handlungen (2), Gebote und Verbote (3), Allgemeines und Spezifisches (4), Summarisches und Detailliertes (5), Handlungen der Propheten (6), Abrogation (7), Idschmāʿ (8), Nachrichten über den Propheten und die zwölf Imame (9), Qiyās (10), Tardschīh (11) und Idschtihād (12). Im letzten Kapitel nennt er die Voraussetzungen, die der Mudschtahid, also derjenige, der selbst Idschtihad betreibt, erfüllen muss. Neben der Kenntnissen der Grammatik, Lexik, Morphologie und Logik gehören hierzu auch die Aussprüche des Propheten sowie die Kenntnis der 500 rechtsrelevanten Verse des Korans.[1] Al-Hilli ging davon aus, dass sich die Befähigung zum Idschtihād bei einer Person auch nur auf ein bestimmtes Feld beschränken kann.[2]
- Muntahā l-maṭlab fī taḥqīq al-maḏhab, 15-bändige Darstellung der Regeln des Gottesdienstes entsprechend der imamitischen Lehrrichtung.
- Muḫtalaf aš-šīʿa fī aḥkām aš-šarīʿa, Darstellung der unter den imamitischen Gelehrten strittigen Fragen der Scharia.

## Lehren
al-Hilli ging von einer grundsätzlich fehlerhaften weltlichen Machtausübung aus:
„Der Imam muss sündlos sein, sonst gäbe es eine unendliche Kette, und das ist unmöglich.“
„Der Mudschtahid ist auch verantwortlich für das was er sagt und tut. Auch er ist nicht gefeit gegen Irrtum und Sünde.“
Seine Abhandlung zum freien Willen:
„Wir handeln aus freiem Willen; das folgt mit der Notwendigkeit aus dem notwendigen Unterschied zwischen dem Fallen eines Menschen vom Dache und dessen Herabsteigen auf der Leiter - sonst gäbe es für uns keine Verpflichtung zu irgend etwas - ferner daraus, dass es schlecht wäre, dass Gott eine Handlung in uns erschaffte und uns dann dafür bestrafte.“
(Übersetzung Schacht)